# 圣马尔 (滨海夏朗德省)
圣马尔（法語：Saint-Mard，法語發音：[sɛ̃ maʁ] ⓘ）是法国滨海夏朗德省的一个市镇，位于该省北部，属于罗什福尔区。

## 地理
圣马尔（46°5'11"N, 0°42'37"W）面积21.21 平方千米，位于法国新阿基坦大区滨海夏朗德省，该省份为法国西部滨海省份，北起旺代省，西临大西洋，南至吉倫特省，东南接多爾多涅省，东北接德塞夫勒省接壤，东临夏朗德省。
与圣马尔接壤的市镇（或旧市镇、城区）包括：贝尔奈圣马尔坦、布勒伊拉雷奥尔特、马尔赛、圣萨蒂南迪布瓦、叙热尔。

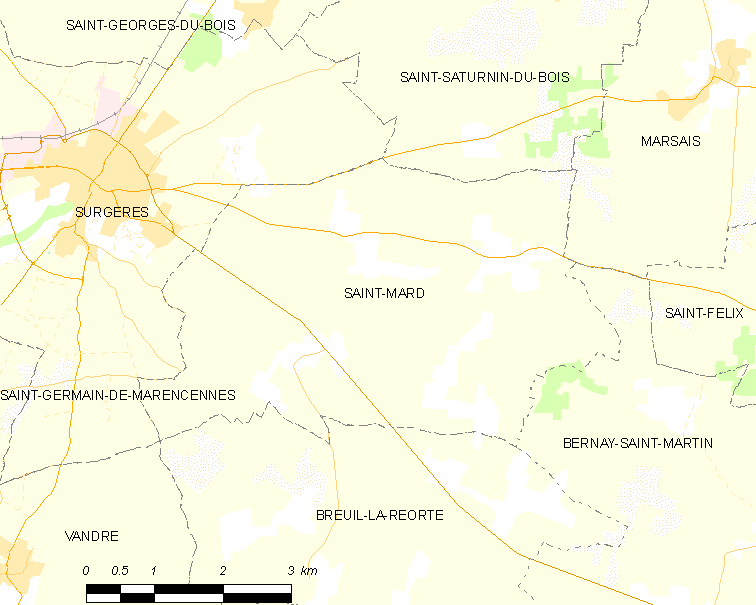
的OSM定位图

圣马尔的时区为UTC+01:00、UTC+02:00（夏令时）。

## 行政
圣马尔的邮政编码为17700，INSEE市镇编码为17359。

## 政治
圣马尔所属的省级选区为叙热尔县。

## 人口

1962-2008年间人口变化图示

圣马尔于2022年1月1日时的人口数量为1244人。